# Wang Zhouyu
Wang Zhouyu (chinês simplificado: 汪周雨; 13 de maio de 1994, em Yichang, Hubei) é uma halterofilista chinesa, campeã olímpica.

## Carreira
Wang Zhouyu conquistou a medalha de ouro nos Jogos Olímpicos de Verão de 2020 em Tóquio, após levantar 270 kg na categoria feminina até 87 kg.
Ela conquistou a medalha de ouro na categoria até 76 kg no Campeonato Mundial de 2018 e na categoria até 87 kg no Campeonato Mundial de 2019.